# Пливање на Летњим олимпијским играма 1900 — 1.000 метара слободно за мушкарце
Пливачака дисциплина на 1.000 метара слободно за мушкарце се одржавала први пут и била је једна од седам пливачких дисциплина на програму Летњих олимпијских игара 1900. у Паризу. 
Учествовало је 16 пливача из 6 земаља. У полуфиналу 11. августа пливачи су били подељени у четири групе, по четири такмичара. У финале су се пласирали победници група (КВ) и још шесторица према постигнутом резултату (кв). Финале је одржано 11. августа 1900.

## Земље учеснице
| - Аустрија (1) - Француска (10) - Уједињено Краљевство (2) | - Мађарска (1) - Немачко царство (1) - Шведска (1) |

## Победници
|                                       |                   |                        |
| Џон Артур Џарвис Уједињено Краљевство | Ото Вале Аустрија | Золтан Халмај Мађарска |

## Резултати
У полуфиналу су пливачи били подељени у 4 групе са по 4 такмичара. У финале се пласирало 10 пливача и то првопласиран из 4 групе (КВ) и 6 према постигнутом резултату (кв). 
| Место | Пливач                                | Време   | Белешка |
| ----- | ------------------------------------- | ------- | ------- |
| 1     | Џон Артур Џарвис Уједињено Краљевство | 14:28,6 | КВ      |
| 2     | Maurice Hochepied Француска           | 17:13,2 | кв      |
| 3     | Ерик Ериксон Шведска                  | 17:41,2 | кв      |
| 4     | де Роман Француска                    | 18:00,0 |         |

| Место | Пливач              | Време        | Белешка      |
| ----- | ------------------- | ------------ | ------------ |
| 1     | Verbecke Француска  | 17:18,0      | КВ           |
| 2     | Лие Француска       | 24:15,0      |              |
| 3     | Лапостоле Француска | 25:52,0      |              |
| 4     | Суши Француска      | Није завршио | Није завршио |

| Место | Пливач                   | Време   | Белешка |
| ----- | ------------------------ | ------- | ------- |
| 1     | Золтан Хамај Мађарска    | 14:52,0 | КВ      |
| 2     | Ото Вале Аустрија        | 15:27.0 | кв      |
| 3     | Jean Leuilliux Француска | 17:09,6 | кв      |
| 4     | Дазире Мерше Француска   | 18:17,2 |         |

| Место | Пливач                            | Време   | Белешка |
| ----- | --------------------------------- | ------- | ------- |
| 1     | Макс Хајнле Немачко царство       | 15:54,0 | КВ      |
| 2     | Томас Берџис Уједињено Краљевство | 16:54,0 | кв      |
| 3     | Луј Мартен Француска              | 16:58,0 | кв      |
| 4     | Тексије Француска                 | 21:33,0 |         |

## Финале
| Место | Пливач                                | Време        |
| ----- | ------------------------------------- | ------------ |
|       | Џон Артур Џарвис Уједињено Краљевство | 13:40,2      |
|       | Ото Вале Аустрија                     | 14:43,6      |
|       | Золтан Хамај Мађарска                 | 15:16,4      |
| 4     | Макс Хајнле Немачко царство           | 15:22,6      |
| 5     | Луј Мартен Француска                  | 16:30,4      |
| 6     | Jean Leuilliux Француска              | 16:53,2      |
| 7     | Maurice Hochepied Француска           | 16:53,4      |
| 8     | Verbecke Француска                    | 17:13,8      |
| 9     | Ерик Ериксон Шведска                  | 17:50,0      |
| —     | Томас Берџис Уједињено Краљевство     | Није завршио |